# 魚沼コシヒカリ
魚沼コシヒカリ（うおぬまコシヒカリ）は、新潟県魚沼地域（5市2町）で収穫される、コシヒカリBL（9割以上）およびコシヒカリ（1割以下）の米の産地ブランド。魚沼産コシヒカリ（うおぬまさんコシヒカリ）として販売しているケースもある。
テロワール（環境条件）がコシヒカリBLおよびコシヒカリの最適生育条件に近く、また、生産農家の栽培技術向上により、日本穀物検定協会の米食味ランキングでは1989年（平成元年）より、2004年（平成16年）までコシヒカリで、2005年（平成17年）以降はコシヒカリIL（コシヒカリBLの4品種混合栽培）で2016年（平成28年）までの28年連続「特A」認定と国内最高評価を受けていた。1993年（平成5年）に発生した平成の米騒動でも、「特A」認定を受けた国内唯一の産地でもある。

## 栽培地域
日本 新潟県 （魚沼地域 5市2町）
おおむね旧魚沼郡（のちの北魚沼、南魚沼、中魚沼3郡）にあたる地域。小千谷市はもと北魚沼郡、十日町市はもと中魚沼郡であることによる。
市町村の変遷があるため、旧魚沼郡の区域がそのまま該当しているわけではなく、かつて三島郡（小千谷市片貝地区）、旧古志郡（小千谷市東山地区）、旧東頸城郡（十日町市松代地域、松之山地域）に属していた区域も産地に含まれている。平成の大合併で誕生した魚沼市は旧北魚沼郡の川口町を除く地域によって構成される市であり、その区域は元来「魚沼」と呼ばれてきた地域の一部（北魚沼）である。したがって、魚沼コシヒカリは魚沼「市」で収穫されたものとの理解は誤りである。

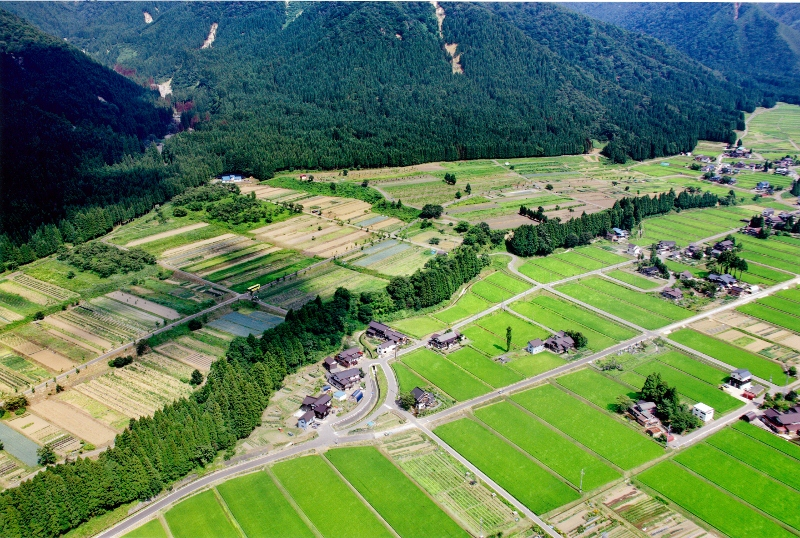
魚沼コシヒカリ 標高300 m の栽培地帯 『姥沢新田』（航空写真）

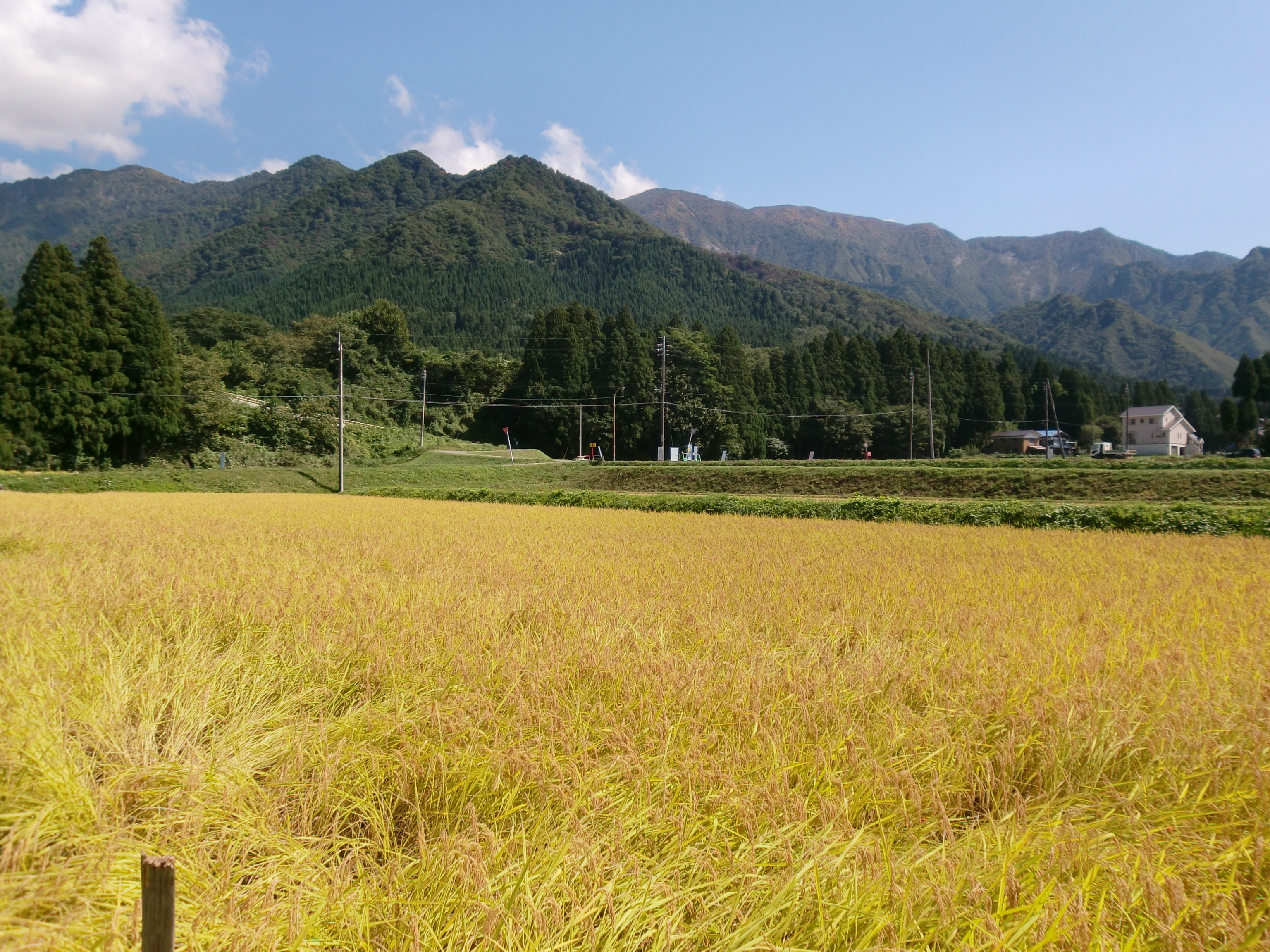
魚沼コシヒカリ 塩沢産（日本百名山 巻機山を望む、標高300 m の栽培地帯 『姥沢新田』 ）

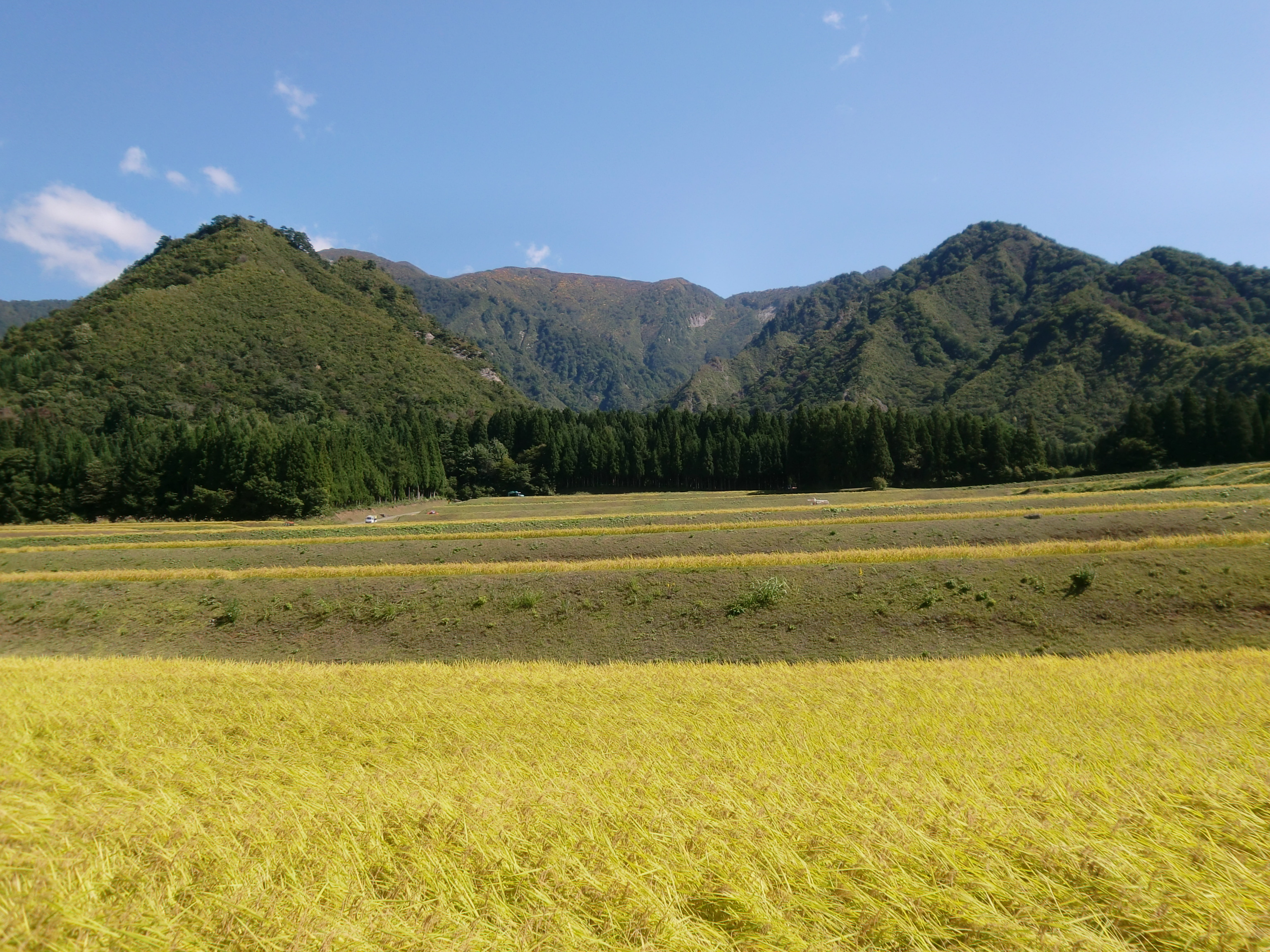
巻機山と古峰山を望む、標高400m の栽培地帯 『台原（だいっぱら）』

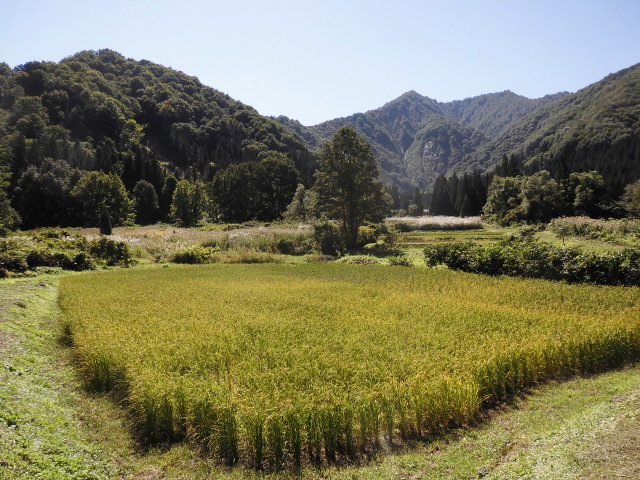
標高500m の栽培地帯
『清水西谷後』 2014.09.27

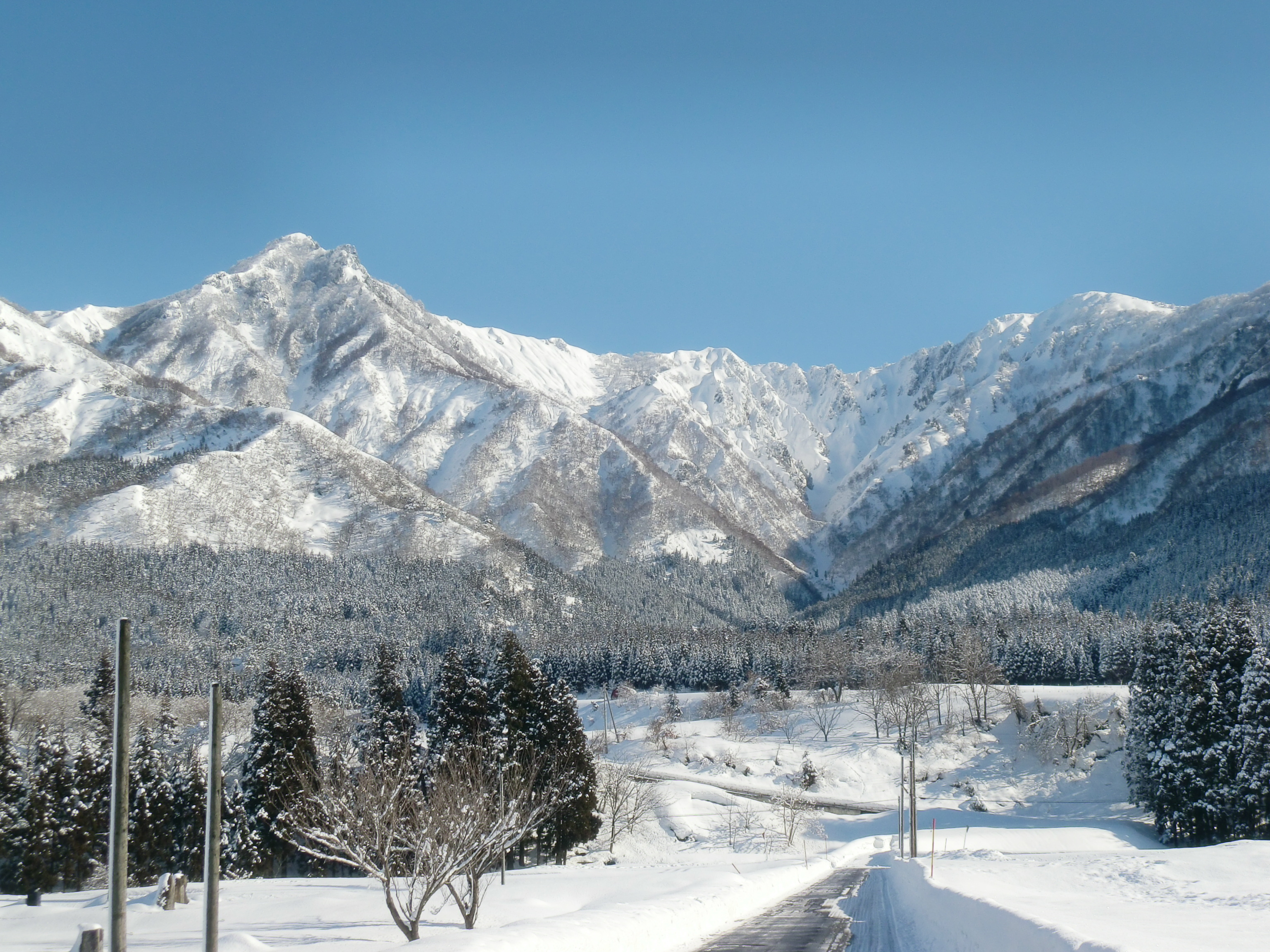
金城山（豪雪地帯の積雪が雪解け水となり、水量豊富な稲作最適栽培地帯となる）

### 面積・収穫量
- 2011年（平成23年）の魚沼地域の水稲収穫量は、作付面積15,757 ha 収穫量81,526 tであり、全国収穫量 （8,397,000 t）の約1%になる[2]。なお以下の面積と収穫量は水稲であって、魚沼コシヒカリではない点に注意。
  - 小千谷市 （作付面積 2,100 ha、収穫量 11,400 t）・ （耕作面積 2,830 ha、本地 2,610 ha）
  - 長岡市（川口） （作付面積 383 ha、収穫量 2,050 t）・ （耕作面積 512 ha、本地 469 ha）[3]
  - 魚沼市 （作付面積 2,650 ha、収穫量 13,700 t）・ （耕作面積 3,300 ha、本地 3,060 ha）
  - 南魚沼市 （作付面積 4,830 ha、収穫量 24,900 t）・ （耕作面積 6,040 ha、本地 5,630 ha）
  - 湯沢町 （作付面積 174 ha、収穫量 786 t）・ （耕作面積 241ha、本地 217 ha）
  - 十日町市 （作付面積 4,200 ha、収穫量 21,000 t）・ （耕作面積 6,230 ha、本地 4,940 ha）
  - 津南町 （作付面積 1,420 ha、収穫量 7,690 t）・ （耕作面積 1,910 ha、本地 1,650 ha）
    - 減反合計 2,819 ha （本地－作付面積）
    - けい畦合計 2,487 ha （耕作面積－本地）棚田が多いため。
    - 魚沼地域の水田面積 （耕作面積 21,063 ha、本地 18,576 ha）

### 魚沼と隣接地域との比較
出典
| 市町村名        | 作付面積(ha) | 収穫量(t)  | 農家数（戸） |
| --------------- | ------------ | ---------- | ------------ |
| みなかみ町      | 414          | 2,240      | 868          |
| 川場村          | 160          | 898        | 277          |
| 沼田市          | 556          | 3,130      | 1,293        |
| 利根沼田 計     | 1,130 ha     | 6,268 ｔ   | 2,438 戸     |
| 中之条町        | 258          | 1,370      | 513          |
| 長野原町        | 20           | 103        | 41           |
| 嬬恋村          | 50           | 253        | 164          |
| 高山村          | 116          | 614        | 233          |
| 東吾妻町        | 264          | 1,400      | 616          |
| 吾妻郡 計       | 708 ha       | 3,740 ｔ   | 1,567 戸     |
| 木島平村        | 417          | 2,340      | 743          |
| 飯山市          | 1,360        | 7,790      | 2,630        |
| 野沢温泉村      | 153          | 849        | 428          |
| 栄村            | 228          | 1,160      | 494          |
| 飯水岳北地域 計 | 2,158 ha     | 12,139 ｔ  | 4,295 戸     |
| 小千谷市        | 2,100        | 11,400     | 1,659        |
| 十日町市        | 4,200        | 21,000     | 3,993        |
| 魚沼市          | 2,650        | 13,700     | 2,567        |
| 南魚沼市        | 4,830        | 24,900     | 4,240        |
| 湯沢町          | 174          | 786        | 197          |
| 津南町          | 1,420        | 7,690      | 1,212        |
| 魚沼地域 計     | 15,400 ha    | 79,600 ｔ  | 14,238 戸    |
| 合 計           | 19,396 ha    | 101,747 ｔ | 22,538 戸    |

### 産出額
- 2009年では、魚沼地域 （29,990百万円）、新潟県 （190,300百万円）[3]。
  - 小千谷市 （4,430百万円）
  - 長岡市（川口） （700百万円）
  - 魚沼市 （4,970百万円）
  - 南魚沼市 （9,040百万円）
  - 湯沢町 （290百万円）
  - 十日町市 （7,810百万円）
  - 津南町 （2,750百万円）

### 販売農家数、専業農家数
- 2012年では、魚沼地域 （14,238戸、専業農家数 2,206戸）、新潟県 （66,601戸、専業農家数11,602戸）[6]
  - 小千谷市 （1,659戸、専業農家数 238戸）
  - 長岡市（川口） (370戸、専業農家数36戸）[7]
  - 魚沼市 （2,567戸、専業農家数 456戸）
  - 南魚沼市 （4,240戸、専業農家数 458戸）
  - 湯沢町 （197戸、専業農家数 30戸）
  - 十日町市 （3,993戸、専業農家数 746戸）
  - 津南町 （1,212戸、専業農家数 242戸）

## 評価
魚沼コシヒカリの仮渡金価格は、2008年頃では、新潟県産の一般コシヒカリに比べて1俵(60 kg)あたり5000 - 6000円程度高い値が付いている。

## 沿革
- 1944年（昭和19年） - 新潟県農業試験場（長岡）で、農林1号（父本）と農林22号（母本）の人工交配で誕生。
- 1948年（昭和23年） - 農林省福井農事改良実験所に雑種第3代（F3）20株を配布、選抜・固定化。
- 1953年（昭和28年） - 系統名が「越南17号」になる。
- 1954年（昭和29年）4月30日 - 南魚沼で試験栽培が始まる。
- 1955年（昭和30年） - 新潟県奨励品種に採用。
- 1956年（昭和31年） - 「農林100号」として農林ナンバー登録、命名は「コシヒカリ」（越の国に光輝く米）
- 1986年（昭和61年） - 魚沼地方の6農協と自治体は魚沼米改良協会を設立。全農新潟米穀部集荷推進本部に事務局を置く[9]。
- 1991年（平成3年） - しおざわ農業協同組合がコシヒカリ偽造米袋事件で告訴する。
- 1992年（平成4年） - 魚沼米対策協議会が結成される[10]。
- 1993年（平成5年） - 記録的冷夏の「平成の米騒動」でも、日本穀物検定協会の米食味ランキングで国内産唯一の「特A」認定である[11]。
- 1995年（平成7年）
  - 自主流通米市場に別立て上場。
  - 魚沼米憲章を策定[9][12]。
- 1998年（平成10年）11月 - 魚沼コシヒカリ発祥地石碑建立（宇津野）[13]。
- 2000年（平成12年） - NHK『プロジェクトX〜挑戦者たち〜』で「うまい米が食べたい」コシヒカリ・ブランド米の伝説が放映。
- 2004年（平成16年）10月23日 - 「新潟県中越地震」で被害が発生。
- 2005年（平成17年）
  - 魚沼コシヒカリ誕生50周年式典挙行。
  - 栽培品種をコシヒカリBL（コシヒカリIL）に一斉切り替え。
- 2006年（平成18年）
  - 1月4日 - 南魚沼広域有機センターが供用開始。
  - 「平成18年豪雪」で雪消えが遅れる（津南町の消雪日は5月10日）

- 2007年（平成19年）

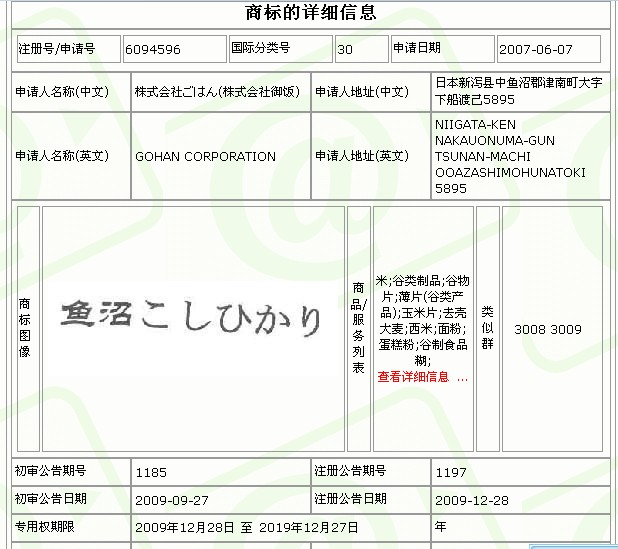
中国商標

  - 6月7日 - 株式会社ごはんが「魚沼こしひかり」の中国商標申請。
  - 7月16日 - 「新潟県中越沖地震」で被災。
- 2009年（平成21年）12月28日 - 株式会社ごはんが「魚沼こしひかり」の中国商標取得。期限は2019年（平成31年）12月27日まで。
- 2011年（平成23年）
  - 3月12日 - 「長野県北部地震」で棚田が被害を受ける。
  - 8月19日 - 「平成23年7月新潟・福島豪雨」で、激甚災害に指定される。
- 2012年（平成24年）6月24日 - 『南魚沼市農産物・特産品直売所』（愛称：「四季味わい館」）プレオープン。
  - 7月1日 - 道の駅南魚沼（愛称：雪あかり）開駅。
  - 12月6日 - 第1回「JA北魚沼米食味コンテスト」2012が開催される（出品数45点）[14][15]。
- 2013年（平成25年）
  - 9月19日 - 「南魚沼産コシヒカリ」の普及促進を図るため、南魚沼市議会はコシヒカリ普及条例を全会一致で可決。10月10日（南魚沼市コシヒカリの日）に施行[16]。
- 2018年（平成30年）
  - 2月28日 - 28年連続で最高位「特A」を維持していたが、2017年産米の食味ランキング（日本穀物検定協会）で、「特A」から「A」へ格下げ[17]。
  - 5月14日 - 魚沼米憲章を改定[18][19][20]。
  - 11月29日 - 魚沼コシヒカリ食味コンテストを開催（主催:コシヒカリ共和国）[21]。
- 2019年（平成31年）2月27日 - 魚沼コシヒカリが特Aに復帰[22][23][24]。
  - 3月8日、コシヒカリ共和国解国[25]。
- 2021年〈令和3年〉11月27日、南魚沼産コシヒカリ食味コンテストを開催[26]。
- 2022年〈令和4年〉12月16日、JA北魚沼が入広瀬産『奥の極』をブランド化[27][28][29][30][31]。
  - 12月23日、「第1回米食味コンテスト2022in魚沼」を開催し、最高位「最高金匠（きんしょう）」には堀之内地区の馬場和夫氏が受賞。特産品として「魚沼市プレミアム認定品」となる[32][33]。
  - 9月28日、ふるさと納税寄付額で南魚沼市が県内トップになる[34][35][36]。
- 2023年〈令和5年〉4月3日、JA4組織が合併〈2024年2月1日〉、名称はJA魚沼に決定[37][38]。
  - 地球温暖化の影響による猛暑とフェーン現象で米穀検査・収量が統計開始以来、最低になった[39][40][41][42][43][44]。
  - 12月1日・12月2日、第25回米・食味分析鑑定コンクール：国際大会inつなん開催[45][46]。
- 2024年〈令和6年〉9月5日、令和の米騒動で新米が高値になる[47][48][49][50][51][52]。
- 2025年〈令和7年〉8月3日、小泉農水相が渇水の魚沼産コシヒカリ産地でため池〈南魚沼市下出浦〉や津南町大谷内ダムを視察[53][54][55][56][57][58][59][60][61][62][63]。

## 環境条件

### 気候
越後平野は、対馬海流の影響で冷害がなく日本海側気候のため、夏季に晴天日が多く日照時間が長いため登熟は良いがフェーン現象が出穂期にあると、登熟障害になる。魚沼は、盆地のため気温の日較差が大きくイネの消耗が少ないため澱粉の蓄積条件が良く大粒の良質米ができる。登熟期間の平均気温はコシヒカリの最適登熟気温（24°C）に近い地域のため、食味に関係する澱粉のアミロース含有率が低くなり粘りが増す。最近は猛暑と温暖化の影響で標高300 m - 400 m地域（南魚沼市上田地区南部・湯沢町・津南町）の品質向上が注目されている。2019年は出穂期にフェーン現象による高温で登熟障害が広範囲に発生し、過去最低まで1等米比率が低下したと報道された。

### 水量・水質
- 特別豪雪地帯に指定されている地域ゆえ水量豊富で水質の良い冷水が夏の時期にも水田に入る農業用水は、透明度と溶存酸素値が高く、窒素燐酸などの有機物の汚染が少ない。

### 土壌
- 火山灰土・黒ボク土が広く分布して下層にはレキ層が点在、姥沢川・登川・魚野川・破間川・信濃川の河岸段丘や扇状地に広がる沖積土壌のため、土壌窒素供給力が小さく生育初期の養分供給が少ないため生育過剰が抑制されるのでコシヒカリの栽培に適している。

## 栽培条件
- コシヒカリの弱点である、耐倒伏性・いもち病抵抗性に対応した栽培技術では耐倒伏性の欠点は、多肥栽培でなく肥料を抑制するため食味向上になり、いもち病対策としては「コシヒカリBL」に更新して抵抗性があるため、低農薬栽培になっている[65]。
- 魚沼地域の栽培区分（難易度別）
  - 魚沼コシヒカリ自然栽培[66]・自然農法（無農薬・無肥料栽培）
  - 魚沼コシヒカリ無農薬有機栽培[67]
  - 魚沼コシヒカリ減農薬栽培[68]
  - 魚沼コシヒカリ慣行栽培（農薬・化学肥料栽培）・V字型稲作[69][70]

## 品質条件
- 目標収量・構成要素
  - 収量（510 kg/10a）、穂数（360本/m2）、総籾数 （26,000粒/m2）、登熟歩合（90%）、千粒重（22.0 g）
- 記帳
  - 生産履歴（栽培管理状況、肥料の商品名・施肥量、農薬の商品名・散布量）
    - 新施肥体系：有機物由来の窒素成分30%（魚沼ロマン有機30）
    - 新病虫害防除・除草剤体系：化学合成農薬30%減化（13成分回数）
- 種子
  - 新潟県種子協会から供給され、100%種子更新したコシヒカリBL（指定採種ほ産種子）
  - 温湯消毒（65°C10分間）平成19年度よりJA十日町、平成22年度より、JAしおざわで実施。
- 整粒歩合
  - 85%以上（ライスグレーダーの網目を1.90mm）
- 検査格付
  - 登録検査機関で受検（2等以上）
- 米食味値・たんぱく質（%）
  - 蛋白質含有率5.5% - 6.0%以下（水分15%時）
    - 2009年度産集荷より、魚沼みなみ農業協同組合では全量検査を実施（2008年度産約8,400 tの蛋白質含有率平均5.8%）

| 魚沼コシヒカリ | 米山プリンセス | 新之助 (米) | いちほまれ | つや姫  | ゆめぴりか |
| 6.0以下        | 6.0以下        | 6.3以下     | 6.4以下    | 6.4以下 | 6.8以下    |
| -------------- | -------------- | ----------- | ---------- | ------- | ---------- |

- 1等米区分（北魚沼農業協同組合）[74]

| 区分          | 蛋白含有率 | 整粒歩合 |
| ------------- | ---------- | -------- |
| SSランク      | 4.8 - 5.3% | 79%以上  |
| SAランク      | 5.4 - 5.5% | 76～78%  |
| S・A・Bランク | 5.6 - 6.0% | 70～75%  |

- 炊飯
  - 稲作農家では、ヌカ（籾殻）釜で炊くのが美味しいと言われている。[75]

## 文献
- 力石サダ, 志賀康造, 金子精一、「自然, 慣行両農法で生産した魚沼産コシヒカリの米の食味比較について」『栄養学雑誌』 1996年 54巻 6号 p.377-382, doi:10.5264/eiyogakuzashi.54.377, 日本栄養改善学会。